# Hieracium chiariglionei
Hieracium chiariglionei es una especie de planta con flor del género Hieracium, de la familia Asteraceae, orden Asterales.

## Distribución
Hieracium chiariglionei se distribuye por Italia.

## Taxonomía
Fue descrita científicamente por Gottschl. Fue publicada en Stapfia 95: 34 (2011).